# چاقو (فیلم ۲۰۱۴)
چاقو (به تامیلی: Kaththi) فیلمی محصول سال ۲۰۱۴ و به کارگردانی ای‌آر موروگادوس است. در این فیلم بازیگرانی همچون ویجای، سامانتا روت پرابو، نیل نیتین موکش، توتا روی چادری، ساتیش و ای‌آر موروگادوس ایفای نقش کرده‌اند.